# Fortnite Battle Royale
Fortnite Battle Royale je besplatna igra žanra battle royale koju su razvili Epic Games i People Can Fly, a objavio Epic Games. Rani pristup verzije ove igrice je objavljen septembra 2014. za Microsoft Windows, macOS, PlayStation 4 I  Xbox One, dok  je u aprilu objavljena i za IOS platformu. Takođe će I u sledećim mesecima izaći I Android verzija. Predstavlja ogranak Epicove igrice Fortnite , kooperativne igre preživljavanja sa konstruktivnim elementima.
U partiji učestvuju do 100 igrača sa izborom od 4 moda, sam-solo, dvojica igrača u timu-duo I tim od 3 ili 4 igrača-squad. Pobednik je onaj ko ostane poslednji preživeli igrač,  a to se postiže ubijanjem drugih igrača I konstantnim ostajanjem u bezbednoj zoni. Ukoliko je igrač van zone, trpi smrtonosno oštećenje. Igrači moraju da skupljaju oružja I municiju kako bi nadmašili svoje protivnike. Igra takođe sadrži elemente građenja; igrači mogu da ruše većinu objekata i na taj način skupljaju resurse koje im omogućavaju da grade utvrđenja. 

## Način igranja
Glavni način igranja podrazumeva takozvani format battle royale game. Do 100 igrača iskače iz plutajućih autobusa gde se zatim spuštaju glajderom do određenog dela mape, koja uključuje nasumičnu raspodelu oružja, štitova i ostalih borbenih podrški. Cilj je biti poslednji igrač (ili tim, ako igraš squad mod) koji je preživeo ubijajući ili izbegavajući druge igrače. Tokom vremena, sigurna zona (predstavljena kao oko oluje koja uništava svet) smanjuje svoju veličinu, i igrači koji se nađu van zone trpe oštećenja i potencijalno umiranje. Ovo direktno igrače koji preživljavaju smešta u što tanji prostor, prisiljavajući igrače da se susreću i bore. Igrači mogu pljačkati opremu poraženih neprijatelja. Nasumično snabdevani baloni se pojavljuju tokom meča, obezbeđujući slučajno izabrano oružje i artikle.
Fortnite Battle Royale se primarno razlikuje od ostalih igrica u ovoj kategoriji zahvaljujući njegovom sistemu građenja. Skoro svi objekti u okruženju se mogu razbiti I pretvoriti u materijale (drvo, metal, kamen), koji se koriste za građenje utvrđenja ograničene izdržljivosti, kao što su zidovi, rampe, spratovi I krovovi. Ovi objekti se mogu koristiti za prelaženje mape, da zaštite igrače od pucnjave ili da uspore napredovanje drugih igrača.
Igra je besplatna, podržava mikrotransakcije koje omogućavaju igračima da kupuju „V-bucks”, interna valuta igre. V-bucks se takođe deli sa glavnim modom Fortnajta, spašavanje sveta (save the world), gde igrači mogu da skupljaju V-bucks obavljajući razne misije I dnevne zadatke. Koristi se da bi se kupovala kozmetička poboljšanja igrača (heroji, karakteri ili skinovi za oružja, reakcije I plesovi karaktera). V-bucks se može koristiti I za kupovinu propusnice (battle pass) koja ubrzava napredovanje nivoa igrača u sklopu svake sezone (svaka sezona traje nekoliko meseci). Podižući svoj nivo, igrači dobijaju kozmetičke nagrade. Igrači takođe mogu napredovati i bez propusnice, međutim sporijom brzinom.

## Razvoj
Fortnajt je prvi put obelodanjen od strane Epic Games 2011 godine. Računalo se da će biti kombinacija Minecraft-a I Left 4 Dead, gde bi 4 igrača radilo zajedno kako bi olakšali skupljanje resursa radi pravljenja utvrđenja, zamki, oružja i ostalih stvari koji omogućavaju preživljavanje napada čudovišta. Igra je završena sa produženim periodom razvoja, delom zbog spoljašnjeg pritiska, gde je industrija pretvorila igre u servisne modele. Tokom ovog perioda, Epic sklapa dogovor sa Tencent-om, davajući im 40 % kompanije u razmenu za njihovu podršku igrica kao servisni pristup i kao pristup Kineskom videogejming tržištu. Fortnite je potvrđen da će izaći u junu 2017, sa plaćenim ranim pristupom koji počinje mesec kasnije i tada je igrica imala primarni mod spašavanje sveta „Save the world”, gde igrači sarađuju u timovima koji broji do 4 igrača kako bi lakše preživeli i kompletirali ciljeve koje su im zadati na mapama.
Tokom kasnijeg Fortnajtovog razvijanja, PUBG je objavljen u martu 2017 na računarima u ranom pristupu, gde je brzo postao popularna i uspešna igrica, postavši definisani primer betl rojal žanra igrica. Prema Mustardu, Epik tim je voleo betl rojal igrice i proučavali su kako mogu da napravi sličan mod sa Fortnajtovom motorikom. Formirali su posebni razvojni tim kako bi razvijao betl rojal mod, ne utičući na glavni mod. Njegov razvoj je predvodio Eric Williamson sa Zack Estep-om, proizvodnim liderom. Njihov cilj je bio da brzo razviju betl rojal mod sa jezgrom moda spašavanja sveta, odlažući bilo kakve složene funkcije, koje ne bi funkcionisale brzom pokretanju moda. Razvijanje betl rojal moda je trajalo oko 2 meseca startujući otkad je glavni mod spašavanja sveta započeo svoju isporuku, Takođe u razvijanju mu je pomogao Unreal tournament tim (druga Epikova igra).Ključne razlike koje betl rojal razlikuju od moda spašavanja sveta je više ograničena progresija oružja, mala kategorija zamki, i čistiji, više prirodniji teren mape. Takođe su hteli da jedna partija ne traje duže od 25 minuta, što je dovelo do nekih odluka za koje u modu spašavanja sveta developeri nisu marili.
U ta dva meseca razvoja, Epikov plan je bio da betl rojal priključi plaćenoj verziji Fortnajta, i prvobitno je trebao biti objavljen početkom septembra 2017. godine. Samo dve nedelje pre, Epik je odlučio da napravi posebni besplatan (free-to-play) naslov, strahujući da ako bude bio deo plaćenog paketa usporiti sam rast naslova. Epik je formalno potvrdio ovu promenu nedelju dana posle prvog najavljivanja betl rojal moda, dozvoljavajući onima koji su ranije kupili igricu povraćaj novca. Ovo izdanje, koje je prevazišlo PUBG na konzolama, izazvalo je zabrinutost kod Pubg-ovog developera Bluehole.
Sa popularnošću koji je postigao s početkom 2018. godine, Epik razdvaja na odvojene grupe razvijački tim kako bi se fokusirali na poboljšanja u betl royal modu. Epik kaže da je fokus na Fortnajt prouzrokovao pad popularnosti drugih Epikovih igrica što je parcijalno uticalo na to da su ugasili njihov drugi naslov Paragon aprila 2018. obezbeđujući povraćaj svim igračima. Takođe, igrači su izneli svoje mišljenje na Reddit forumu kako bi ista sudbina mogla zadesiti i mod spašavanja sveta zato što nije stekao popularnost kao betl rojal mod i zato što nije posvećena ista pažnja u poboljšanjima.
Od izbacivanja,Epic je dodao još karakteristika, mogućnosti, kao što su nova oružja i automati. Takođe su eksperimentisali sa alternativnim modovima koji su bili dostupni u ograničenom vremenskom periodu, kao što su 2 tima po 50 igrača i 5 timova po 20 igrača. Ovo je učinjeno kako bi pomoglo u istraživanju ostalih načina igranja kao i kako bi igrica ostala aktuelna među igračima. Epik takođe planira da doda rangirani takmičarski mod, u toku sledećih sezona, što se očekuje sredinom 2018. godine.
Tencent, koji je parcijalni vlasnik Epic Games, doneće Fortnite u Kinu; kompanija već ima veliki udeo u promovisanju PUBG-a u Kini. Takođe, Tencent planira da potroši 15 miliona američkih dolara kako bi pomogla promociji igre u Kini, organizovanju gejming turnira (eSports), i borbi protiv kopija Fortnajta koje su se pojavile u zemlji.

### Mobilni uređaji
Marta 2018. Godine, Epik je je najavio da razvija Fortnite Battle Royale za Andriod i iOS mobilne uređaje. iOS verzija je prvo puštena, dok se Android verzija očekuje u narednim mesecima. Beta verzija za IOS uređaje je puštena 15, marta 2018. godine, a otvorena je svim igračima 2. aprila 2018.
Mobilna verzija betl rojala je donela zaradu procenjenu 1 milion američkih dolara od mikrotransakcijskih prihoda u prvih tri dana otkad je aplikacija postala dostupna, prema firmi koja se bavi analizama Sensor Tower. Sensor Tower smatra da su ove cifre impresivne, upoređujući sa ostalim popularnim mobilnim igricama, kao što su Pokemon Go I Clash Royale koji su zaradili 4,9 milion, odnosno 4,6 miliona američkih dolara u prvih četiri dana. Sensor tower je dalje procenio da posle jednog meseca, ovaj naslov zaradio više od 25 miliona američkih dolara, nadmašujući prihode svih ostalih igrica i aplikacija u tom istom periodu.
Sa izlaskom mobilne verzije i interesovanjem mlađe populacije, nastavnici, roditelji i studenti su zaključili da je igrica postala popularna u školama i da dosta utiče na atmosferu u toku nastave. Epik je dodao upozorenje na ekranu za učitavanje igre kako bi obeshrabrio studente da igraju igru tokom nastave. Britanski ministar za kulturu, medije I sport Matt Hancock, je izrazio zabrinutost koliko vremena deca igra igraju Fortnite Battle Royale I slične video igre bez balansa sa fizičkim aktivnostima I društvenim interakcijama.

## Odziv
Fortnite Battle Royale je postao sopstveni fenomen, prema analitičarima koji su vršili poređenje su zaključili da igrica nije privukla tipične igrače Minecrafta I World of Warcraft, već je to širok auditorijum. Fortnite Battle Royale je zadobio 10 miliona igrača već posle 2 nedelje od njegovog izlaska. Marta 2018. godine, broji više od 45 miliona igrača. Kat Bailey za USGamer kaže da uspeh Fortnajta u odnosu na PUBG se pripisuje kombinaciji više faktora; osim toga što je besplatan za igranje na konzolama, igra je objavljena u periodu kada je PUBG imao problema sa čiterima, manje ima nasilnih osobina, i karikirani kvalitet kao Majnkraft, privukao je mlađu populaciju. Takođe su zabeleženi padovi akcija sličnih multiplejer igrica kao što su Grand theft auto online I Destiny 2 čiji su vlasnici Take-Two Interactive I Activision Blizzard. Aktivižionov direktor Bobby Kotick, na njihovim kvartalnim rezultatima maja 2018, je izjavio da je „Fortnajt je definitivno velika konkurencija…Postao je veoma važan katalizator radi privlačenja novih igrača”, zbog čega je kompanija gledala da razvije svoju betl rojal igru.
Firma koja se bavi analizama SuperData procenila je da Fortnite Battle Royale u februaru 2018. zaradio preko 126 miliona američkih dolara, prestigavši PUBG koji je u tom periodu zaradio 103 miliona američkih dolara. SuperData procenjuje da su prihodi za Fortnite Battle Royale u martu mesecu na svim platformama prevazišli 223 miliona američkih dolara. Aprila 2018. godine, Fortnajt je prestigao PUBG i po broju igrača i po prodaji na svim platformama prema procenama SuperData. Zahvaljujući Fortnite Battle Royale, procenjena vrednost Epic Games-a je oko 4,5 milijardi američkih dolara u maju 2018, godine.
Takođe, Fortnajt je postigao veliki uspeh na društvenim medijima. Marta 2018. godine, Fortnite Battle royale postaje najgledanija igrica na Twitch-u, prešavši prosečne brojke gledalaca njegovih konkurenata PUBG i League of Legends. Jedan važniji strimer, Tyler “Ninja” Blevins, dostigao je ogroman broj pratilaca marta 2018. godine, delom zbog svoje veštine u Fortnajtu i kroz promocije na Twitch-u. On je procenio da zarađuje 500 000 američkih dolara od njegovih striming prihoda. Jutjub strimer Rubén Doblas Gundersen održao je Fortnajt meč sa još 99 kolega takođe dobro poznatih jutjub strimera krajem marta, što je privuklo 1,1 milion gledalaca, učinivši jednim od najgledanijih gejming strimova.
Broj poznatih ličnosti I sportista koji igraju Fortnite Battle Royale je sve veći, kao što su Chance the Rapper, Joe Jonas, Finn Wolfhard, Roseanne Barr, i Norm Macdonald. Marta 2018, Tyler Blevins je hostovao strim u kome su bili Drake, Travis Scott, Kim DotCom I JuJu Smith-Schuster, igrač Pitsburg Stilersa. Strim je imao preko 635 000 istovremenih gledalaca, učinivši ga najgledanijim strimom na Twitch-u van eSport turnira. Kao rezultat toga, Epic games planira u junu da organizuje turnir poznatih gde će učestvovati 50 poznatih ličnosti I top 50 takmičarskih igrača. Drugi važni ljudi su izrazili svoju naklonost igri; braća Ruso, direktori Avengers: Infinity War, izjavili su da su često igrali Fortnite Battle Royale tokom pauze na razvoju filma, što ih je dovelo da predlože ideju o ograničenom vremenskom modu za igru.Ovo je zvanični Marvelov sponzorisani događaj, koji je pokrenut par nedelja posle premijere filma. Karakteriše takozvani „Infinity Gauntlet”, koji se nasumično pojavi na mapi; svaki igrač koji ga pokupi postaje Thanos sa posebnim sposobnostima. Svest o igri poznatih ličnosti smatra se razlogom za dalju popularnost i rast igrača.

## Spoljašnje veze
Zvanični veb-sajt